# Дубинино (Шарыповский район)
Дубинино — село в Шарыповском районе Красноярского края России. Входит в состав Родниковского сельсовета.

## География
Село расположено в 20 км к северу от районного центра Шарыпово на берегу реки Береш.

## История
Село Дубинино основано в 1885 году. Основали его выходцы из Курской, Тамбовской, Черниговской губернии, Мордовии. Первопоселенцем был Иван Дубинин. В честь его и названо село.
В 1926 году состояло из 362 хозяйств, основное население — русские. В административном отношении являлось центром Дубининского сельсовета Берёзовского района Ачинского округа Сибирского края.

## Население
| 1926 | 2010 |
| ---- | ---- |
| 2418 | ↘399 |

Гендерный состав
По данным Всероссийской переписи населения 2010 года 190 мужчин и 209 женщин из 399 чел.

## Известные люди
В селе родился театральный режиссёр А. А. Песегов.